# Yeghvard
Yeghvard (in armeno Եղվարդ?, conosciuta anche come Eghvard) è una città dell'Armenia di 12 191 abitanti (2009) della provincia di Kotayk'.